# Saumur
Saumur [soˈmyʁ] è un comune francese di 29 647 abitanti situato nel dipartimento del Maine e Loira, nella regione dei Paesi della Loira ed è bagnata dall'omonimo fiume.

## Storia
Saumur fu sede dell'Académie de Saumur, un'università ugonotta, fondata nel 1593 dal governatore della città Philippe Duplessis-Mornay e soppressa nel 1685; l'Académie fu il centro dell'Amiraldismo, un'importante corrente di pensiero del protestantesimo nel XVII secolo. Saumur è sede della scuola militare di equitazione, la quale, per dimostrare le proprie attitudini all'addestramento, ha ideato uno spettacolo equestre, il cadre noire, così chiamato perché i cavalieri (ufficiali e sottufficiali dell'esercito francese) hanno la divisa completamente nera.
Lo spettacolo si compone di figure sia a cavallo montato che a redini lunghe, in cui il cavaliere comanda il cavallo da terra usando, appunto, delle redini lunghe. È anche la città dove è ambientato il romanzo Eugénie Grandet, di Honoré de Balzac, scritto nel 1833, dove viene dipinta in toni rustici e simbolo della mentalità provinciale della Francia ottocentesca.

## Monumenti
- Castello di Saumur, che fa parte dei castelli della Loira, classificati come patrimonio dell'umanità dall'UNESCO nel 2000
- Chiesa di Notre-Dame-des-Ardilliers
- Museo dei blindati

## Società

### Evoluzione demografica
Abitanti censiti

## Amministrazione

### Gemellaggi
Saumur è gemellata con:
- Verden (Aller), dal 1967
- Warwick, dal 1976
- Havelberg, dal 1991
- Asheville, dal 1996
- Rușețu, dal 1989[2]
- Formigine, dal 2013